# Lowell Point
Lowell Point ist ein Ort und ein census-designated place (CDP) im Kenai Peninsula Borough in Alaska. Das U.S. Census Bureau ermittelte bei der Volkszählung 2020 eine Einwohnerzahl von 79.

## Geographie
Lowell Point liegt im Südosten der Kenai-Halbinsel am Westufer der Resurrection Bay. Lowell Point ist ein  4 km südlich von Seward gelegener Vorort an der Mündung des kleinen Flüsschens Spruce Creek. Das Lowell Point CDP grenzt im Nordosten an die „City of Seward“. Der einzige Straßenzugang von Lowell Point bildet die „Lowell Point Road“. In Lowell Point befindet sich der Rastplatz „Lowell Point State Recreation Site“. Südlich von Lowell Point befindet sich die „Caines Head State Recreation Area“ mit „Fort McGilvray“, einer verlassenen Festung aus dem Zweiten Weltkrieg.

## Geschichte
Lowell Point erschien erstmals beim U.S. Census 1890 als Wohnort von Captain Franklin G. Lowell mit 12 Einwohnern. Lowell Point erschien erst wieder im Jahr 2000 beim Zensus, dann als ein census-designated place.

## Demografie
Zum Zeitpunkt der Volkszählung im Jahre 2020 (U.S. Census 2020) hatte Lowell Point 79 Einwohner auf einer Landfläche von 30,37 km². Von den Einwohnern waren 64 Weiße, 3 Indigene sowie 5 Asiaten. Beim Zensus im Jahr 2000 wurden 92 Einwohner gezählt, 2010 waren es 80.